# La Vingt-cinquième Heure (roman)
Pour les articles homonymes, voir La 25e Heure.
La Vingt-cinquième Heure est un roman écrit par l'écrivain roumain Virgil Gheorghiu, publié en 1949. Il a été adapté au cinéma par Henri Verneuil en 1966.

## Résumé
En 1939, dans un village roumain, un homme, Iohann Moritz, est dénoncé comme étant juif alors qu'il ne l'est pas, par le chef de la police locale qui convoite sa femme. Moritz est alors envoyé en camp de travail (en). Son épouse Suzanna est contrainte de demander le divorce pour conserver de quoi élever ses fils. S'évadant avec d'autres détenus juifs vers la Hongrie, pays « où la vie est moins dure pour les Juifs », il est alors pris pour un espion roumain. Torturé, il est ensuite envoyé, en compagnie d'autres travailleurs hongrois « volontaires », en Allemagne. Il est sorti du rang par un médecin SS, considéré comme spécimen exceptionnel de pureté de la famille héroïque, lointaine lignée aryenne. Il finit la guerre dans les SS et se laisse épouser par une Allemande, avant d'aider des prisonniers français à échapper à leurs geôliers et leur permettre ainsi de rejoindre les Américains. Le considérant alors comme ressortissant d'une nation ennemie, ceux-ci l'internent une fois de plus avec les prisonniers de guerre. Iohann Moritz est finalement libéré en 1949, soit dix ans après être entré dans les camps.